# Acacia nubica
Acacia nubica é uma espécie de leguminosa do gênero Acacia, pertencente à família Fabaceae.